# Ummidia brandicarlileae
Espèce
Ummidia brandicarlileae est une espèce d'araignées mygalomorphes de la famille des Halonoproctidae.

## Distribution
Cette espèce est endémique du Mexique,. Elle se rencontre au Yucatán et au Chiapas.

## Description
La carapace du mâle holotype mesure 6,78 mm de long sur 6,65 mm et la carapace de la femelle paratype mesure 5,37 mm de long sur 4,94 mm.

## Étymologie
Cette espèce est nommée en l'honneur de la chanteuse Brandi Carlile.

## Publication originale
- Godwin & Bond, 2021 : « Taxonomic revision of the New World members of the trapdoor spider genus Ummidia Thorell (Araneae, Mygalomorphae, Halonoproctidae). » ZooKeys, no 1027, p. 1-65 (texte intégral).